# Segões
Segões ist ein Ort und eine ehemalige Gemeinde (Freguesia) im portugiesischen Kreis Moimenta da Beira. Die Gemeinde hatte 101 Einwohner (Stand 30. Juni 2011).
Am 29. September 2013 wurden die Gemeinden Segões und Peva zur neuen Gemeinde União das Freguesias de Peva e Segões zusammengeschlossen.